# 令和4年台風第11号
令和4年台風第11号（れいわ4ねんたいふうだい11ごう）は、2022年8月28日に発生した台風である。2022年で初めてカテゴリー5のスーパータイフーン、および猛烈な強さまで発達した台風となった。韓国南部や日本を中心に大きな被害をもたらした。

## 概要
台風11号は2022年8月28日15時に南鳥島近海で発生した台風である。しばらく西進したのち、多良間島付近を通過して東シナ海を北上し9月6日韓国の巨済市付近に上陸した（巨済市は島であるため釜山に上陸したとするメディアもあり）。
直撃を受けた先島諸島では、台風が南で停滞していたこともあり荒天が長時間続いた。台風が上陸した韓国南部では大雨となり、浦項や釜山を中心に大きな被害が出た。このほかにも、日本列島において台風本体の雨雲や台風の北上によって活発化した前線による大雨があり西日本と北海道で浸水などの被害が出たほか、台湾やフィリピンでも本体の雨雲がかかり大雨となった。

### 名称
この台風は台風番号の基準に基づき令和4年台風第11号と呼ばれている。一方、台風11号のアジア名「ヒンナムノー（Hinnamnor）」はラオスが提案した名称でヒン・ナムノー自然保護区に由来している。
また、この台風は8月31日18時半にフィリピン責任地域（PAR）に入っており、この段階でフィリピン大気地球物理天文局（PAGASA）はフィリピン名「ヘンリー（Henry）」を付与している。

## 台風の動き

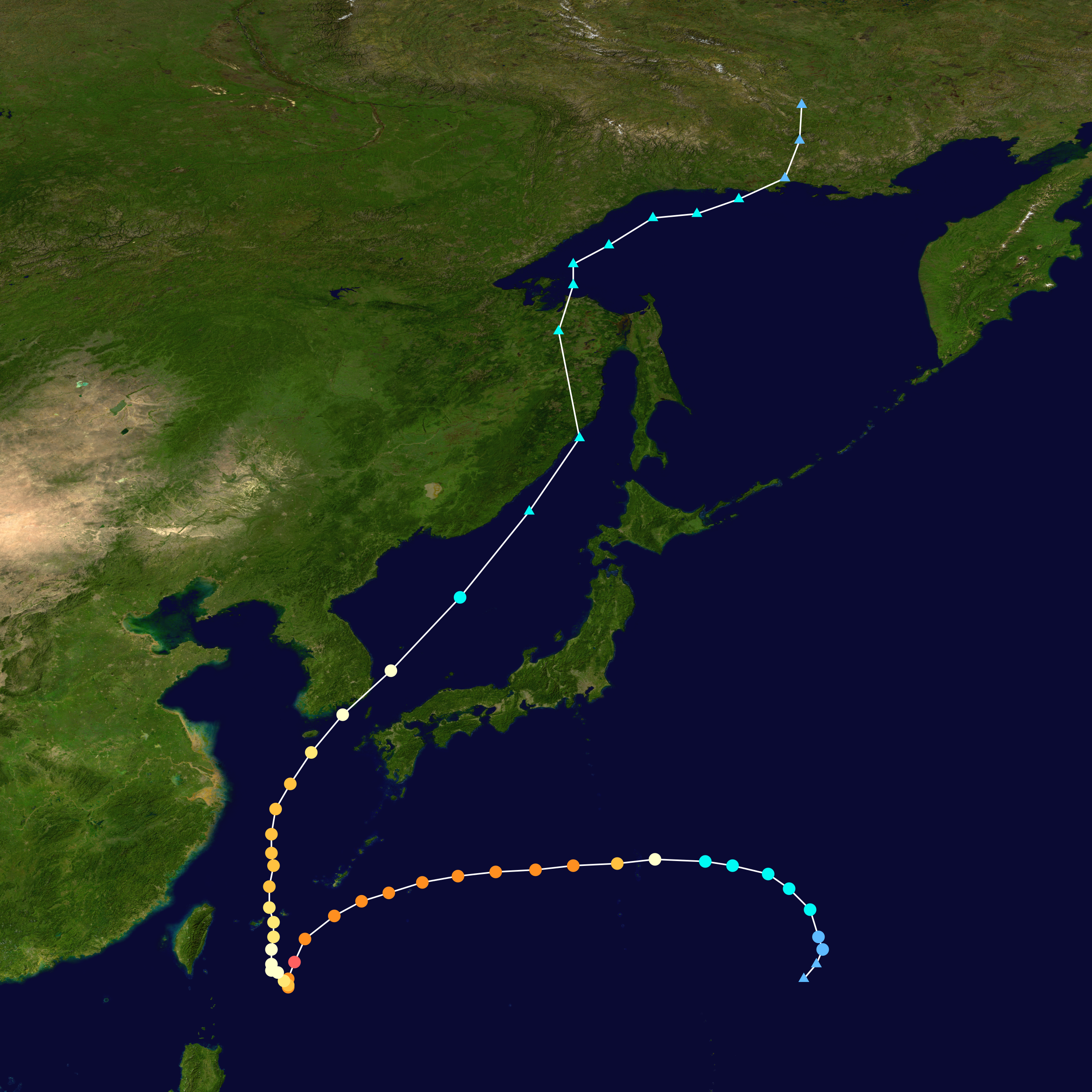
進路図

8月24日に熱帯擾乱が複数発生した。次第にその複数あった熱帯擾乱は台風11号となる1つの熱帯擾乱にまとまった。
8月28日9時に熱帯擾乱が熱帯低気圧に発達した。15時には南鳥島近海にてこの熱帯低気圧が台風に発達した。JTWCは、28日13時に熱帯低気圧形成警報（TCFA）を南鳥島近海で発し90Wを付番したのち、同日16時に熱帯低気圧の階級を飛ばし台風へ発達したため熱帯低気圧番号12Wを付番したと発表した。
この台風は発生当初、そこまで発達せずに北西へ進み1006hPaで西日本に直撃すると予想されていたが、太平洋高気圧の張り出しが予想以上に強かったため高気圧南側で吹く西向きの風に運ばれる形で西に進路を取った。その後急速に発達し、翌日の29日の9時には暴風域を伴い15時には強い勢力となった。その3時間後の午後6時18分には、最大瞬間風速48.4m/sを小笠原諸島の父島で観測し、8月としては観測1位となった。
そして、30日3時に台風は父島の東約300キロで非常に強い勢力となり、同日の21時には猛烈な勢力となった。急速に発達した理由として、例年より海面水温が高く30℃以上となっていた部分を進んできたことと、台風11号の大きさがコンパクトな雲の形であるため発達に必要な水蒸気が少なく、急速に発達して気圧が低くなったことが挙げられると気象庁は会見で発表している。
31日、台風は最大瞬間風速75m/sで大東島地方に接近し、北大東島では、4時58分に最大瞬間風速48.4m/sを観測、また、午前5時には最大瞬間風速48.7m/sと8月としては、観測史上最大の風速となった。南大東島では、5時33分に最大瞬間風速41.7m/sを観測した。午前8時までの24時間雨量は、南大東島で104㎜、北大東島では72.5㎜となった。そして、10時ごろ、大東島地方の暴風警報は解除された。
その後31日の21時に一時的に非常に強い勢力に衰退した。ただ、ここで付近にあった台風へと発達予定の熱帯低気圧TD13W（ガルドー）と干渉を起こし停滞し始める。9月1日9時にその熱帯低気圧を吸収しながら再発達して猛烈な勢力になった。また熱帯低気圧の雲によって巨大化も起こり、1日6時から2日6時までの24時間で強風域の半径は2倍以上に拡大し、3日0時には強風域が左右対称となり大型の台風になった。吸収後も太平洋から大陸にかけて帯のように広がる太平洋高気圧に北上を阻まれ停滞し続け、台風は少しずつ南下していき2日0時に南下幅6.2度を記録する（詳細は下記）。
台風の勢力は9月1日がピークとなり翌2日には衰退し始め、同3時には非常に強い勢力に、3日9時には強い勢力になった。3日になると高気圧が東へ後退したことで次第に北上を始め、15時には強い勢力を保ったまま多良間島付近を通過した。その後しばらくは同じ勢力を保っていたが東シナ海において再び発達をはじめ、4日15時に非常に強い勢力になった。JTWCは4日10時の解析で、カテゴリー3のタイフーンへ再発達したと発表した。
再び勢力を落とし5日9時に大型で強い台風となった台風11号はその後スピードを急速に上げながら北東へ進路を変え、6日4時50分頃に韓国南東部の巨済市付近に955hPaで上陸し釜山上空を通過した。7時すぎには南東部蔚山から海上に抜けた。死者11名、行方不明者4名、また浦項市のポスコ製鉄所が冠水し、全高炉が停止するなどの経済的な被害も出た。日本国内では佐賀県において死者1名が出た。
またこの台風の影響で、北陸地方ではフェーン現象が発生し、石川県金沢市では120年ぶりに最高気温38.5度を記録した。
6日21時に台風は日本海上で温帯低気圧に変化した。

## 特徴

### 「迷走台風」
この台風は沖縄の南まで西進した際に付近に熱帯低気圧があったため「藤原の効果」が発生して相互干渉し、熱帯低気圧の風に流される形で南西へ進路を変えた。その熱帯低気圧を吸収した後も、北側には太平洋高気圧が広がっていたため先島諸島の南で停滞を続け沖縄に長い期間、大雨や暴風などの影響をもたらした。

#### 南下幅
先述の通り西進したのち南寄りの進路を取ったので、29日の位置である北緯27.4度から2日0時の位置である北緯21.2度まで6.2度南下したことになった。この南下幅は歴代台風の中でも10位タイとかなり大きいものであった。令和時代に発生した台風で南下幅が最大であったのは令和2年台風第10号の3.3度であり、この記録を2倍近く更新したことになる。
| 順位 | 名称               | 国際名    | 年     | 南下幅 (緯度) |
| ---- | ------------------ | --------- | ------ | ------------- |
| 1    | 平成15年台風第18号 | Parma     | 2003年 | 8.9           |
| 2    | 平成29年台風第5号  | Noru      | 2017年 | 8.2           |
| 3    | 平成5年台風第27号  | Manny     | 1993年 | 7.5           |
| 3    | 平成16年台風第25号 | Muifa     | 2004年 | 7.5           |
| 5    | 昭和61年台風第14号 | Wayne     | 1986年 | 6.9           |
| 6    | 平成12年台風第15号 | Bopha     | 2000年 | 6.7           |
| 7    | 平成3年台風第20号  | Nat       | 1991年 | 6.6           |
| 8    | 平成8年台風第25号  | Ernie     | 1996年 | 6.4           |
| 9    | 平成30年台風第12号 | Jongdari  | 2018年 | 6.3           |
| 10   | 昭和39年台風第14号 | Kathy     | 1964年 | 6.2           |
| 10   | 昭和52年台風第12号 | Dinath    | 1977年 | 6.2           |
| 10   | 昭和59年台風第25号 | Bill      | 1984年 | 6.2           |
| 10   | 令和4年台風第11号  | Hinnamnor | 2022年 | 6.2           |

#### 熱帯低気圧を吸収
2つの熱帯低気圧が接近した場合、基本的には「藤原の効果」により相互干渉して複雑な動きをするだけで合体は起こらない。ただし、今回のように一方の熱帯低気圧の勢力が他方に比べて低い場合は「藤原の効果」の相寄り型が発生して、一方が他方に吸収されることがある。今回の台風についても台風11号がTD13W（ガルドー）を吸収する形となった。
ちなみにこのTDの名前はJTWCが13W、PAGASAがガルドー（GARDO）をそれぞれ熱帯低気圧名として命名したものであり、台風になってからつけられるアジア名はついていない。当初は台風への発達が予想されていたものの、台風として解析されないまま監視対象から外れたためである。

### 異例の強さでの韓国上陸
通常の台風は韓国接近時に海面水温や周辺の気圧系の影響で勢力が弱まっている。しかし、台風11号は両側に高気圧があった影響で回転力が増加し、かつ海面水温が高い海域を進んだため東シナ海を北上中に勢力を強めた。一時は非常に強い勢力になり台風の目がさらに明確に見えるなどの再発達する状況が観測された。韓国気象庁は「過去にないほど強い台風」として厳重な警戒を呼びかけていた。
6日4時50分頃、推定中心気圧955hPaで韓国南東部の巨済市付近に上陸した。これは2年前に続けて上陸した令和2年台風第9号と令和2年台風第10号に匹敵する強さであった。この直撃によって韓国南東部を中心に大きな被害が出た。
| 順位 | 国際名    | 名称                              | 中心気圧（hPa） | 上陸地点            |
| ---- | --------- | --------------------------------- | --------------- | ------------------- |
| 1    | Sarah     | 昭和34年台風第14号 （宮古島台風） | 942             | 慶尚南道 巨済市     |
| 2    | Maemi     | 平成15年台風第14号                | 950             | 慶尚南道 固城郡付近 |
| 2    | Maysak    | 令和2年台風第9号                  | 950             | 釜山広域市付近      |
| 4    | Haishen   | 令和2年台風第10号                 | 955             | 蔚山広域市付近      |
| 4    | Hinnamnor | 令和4年台風第11号                 | 955             | 慶尚南道 巨済市付近 |
| 6    | Saomai    | 平成12年台風第14号                | 959             | 慶尚南道 固城郡付近 |
| 7    | Faye      | 平成7年台風第3号                  | 960             | 慶尚南道 南海郡     |
| 7    | Rusa      | 平成14年台風第15号                | 960             | 全羅南道 高興郡     |
| 9    | Agnes     | 昭和32年台風第7号                 | 965             | 慶尚南道 泗川市付近 |
| 9    | Vera      | 昭和61年台風第13号                | 965             | 忠清南道 保寧市付近 |
| 9    | Sanba     | 平成24年台風第16号                | 965             | 慶尚南道 南海郡     |

## 被害

### 日本
| 人的被害   | 人的被害   | 人的被害 | 住家被害 | 住家被害 |
| ---------- | ---------- | -------- | -------- | -------- |
| 死者       | 死者       | 1人      | 全壊     | 1棟      |
| 行方不明者 | 行方不明者 | 1人      | 一部破損 | 33棟     |
| 負傷者     | 重傷       | 1人      | 床上浸水 | 18棟     |
| 負傷者     | 軽傷       | 17人     | 床下浸水 | 130棟    |
| 合計       | 合計       | 20人     | 合計     | 182棟    |